# Rio Cheia de sub Grind
O Rio Cheia de sub Grind é um rio da Romênia, afluente do Valea Brusturetului, localizado no distrito de Argeş.